# Helen Shaver
Helen Shaver (St. Thomas, Ontário, 24 de fevereiro de 1951) é uma atriz e diretora de cinema e televisão canadense.

## Biografia
Shaver nasceu e cresceu em St. Thomas, Ontario, Canadá, uma pequena cidade localizada perto de London, Ontário, numa família de cinco irmãs. Como uma criança que sofria de febre reumática crônica, entre os cinco e os doze anos, ela foi forçada a passar seis meses de cada ano na cama ou em hospitais, que ela disse que desenvolveu seu lado introspectivo. Mais tarde, já adolescente, frequentou a Escola de Belas Artes de Banff e estudou teatro na Universidade de Victoria, na Colúmbia Britânica.

## Carreira

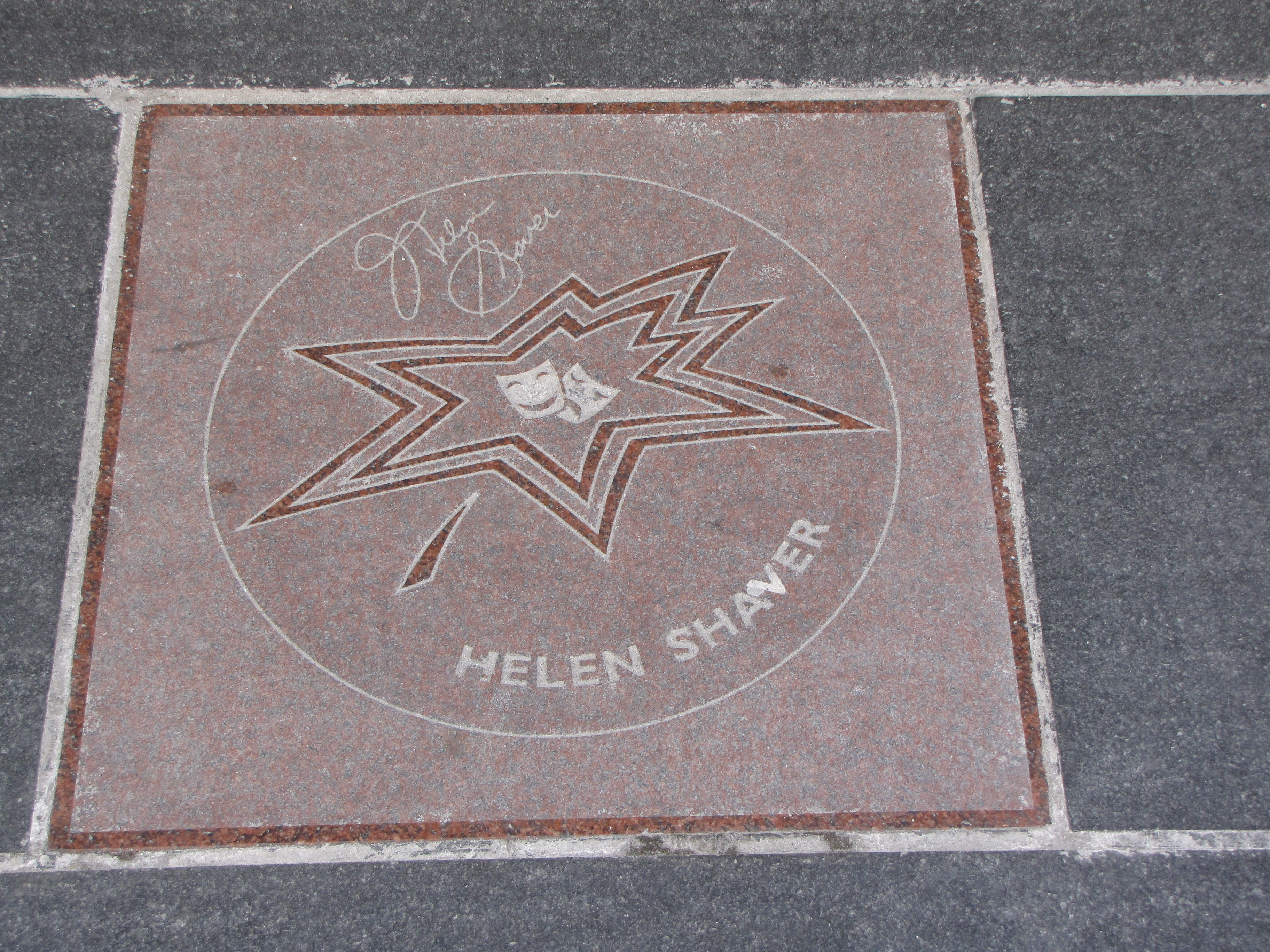
Estrela da atriz na Calçada da Fama do Canadá.

Depois de papéis em filmes canadenses como Outrageous! (1977), Starship Invasions (1977), Who Has Seen the Wind (1977) e High Ballin’ (1978), ela ganhou um Canadian Film Award como Melhor atriz ao lado de Tom Berenger (por sua atuação como "Ann MacDonald") em In Praise of Older Women (1978).
Em 1985, Shaver apareceu no filme Desert Hearts como uma professora universitária da década de 1950 que se apaixona por outra mulher. Seu desempenho, co-estrelando com Patricia Charbonneau, atraiu elogios da crítica e Shaver ganhou o Bronze Leopard Award (Leopardo de Bronze) no Festival Internacional de Cinema de Locarno. Outra performance em  filme de destaque naquela época veio em 1986 como o par romântico com Paul Newman em seu papel de Eddie Felson, premiado com o Oscar em A Cor do Dinheiro, dirigido por Martin Scorsese (uma continuação para The Hustler de 1961).
Em 1980, estrelou ao lado de Beau Bridges na minissérie da Fox, United States, desenvolvida por Larry Gelbart. A série rompeu o padrão do formato sitcom por focar nos problemas de relacionamento e não necessariamente na resolução de conflitos. Em 1990, ela estrelou como uma assassina no episódio Rest In Peace, Mrs. Columbo da série policial  Columbo, e desde então tem aparecido em séries de televisão, tais como Hill Street Blues, T. J. Hooker e como a personagem-título da minissérie Jessica Novak. De 1996 até 1999, Shaver co-estrelou na série Poltergeist: The Legacy, interpretando a Dr. Rachel Corrigan, uma psiquiatra viúva com uma filha de 8 anos de idade, que é ajudada pelo Legacy no episódio piloto. Em 2000, ela ganhou um Genie Award por sua interpretação de uma prostituta viciada em drogas no filme independente We All Fall Down.
Shaver também voltou-se para a direção, fazendo seu longa-metragem de estréia como diretora em 1999 com Summer's End. O filme chegou a ganhar um Emmy. Amy Shaver também dirigiu uma série de programas de televisão e filmes, incluindo The Outer Limits, Judging Amy, Joan of Arcadia, Medium, The OC, Law & Order: Special Victims Unit, The L Word, Jericho, Journeyman, Private Practice, The Unit e Crusoe. Em 2003, ela ganhou um Gemini Awards de Best Direction in a Dramatic Series (Melhor Direção em Série Dramática) pela série de televisão Just Cause.
Em 2004, Helen Shaver recebeu uma estrela na Calçada da Fama do Canadá.
Shaver namorou o roteirista Stephen C. Peters e atualmente está casada com Steve Smith, que conheceu durante as filmagens de Desert Hearts. Eles tem um filho, Mackenzie.